# Viveca Lärn

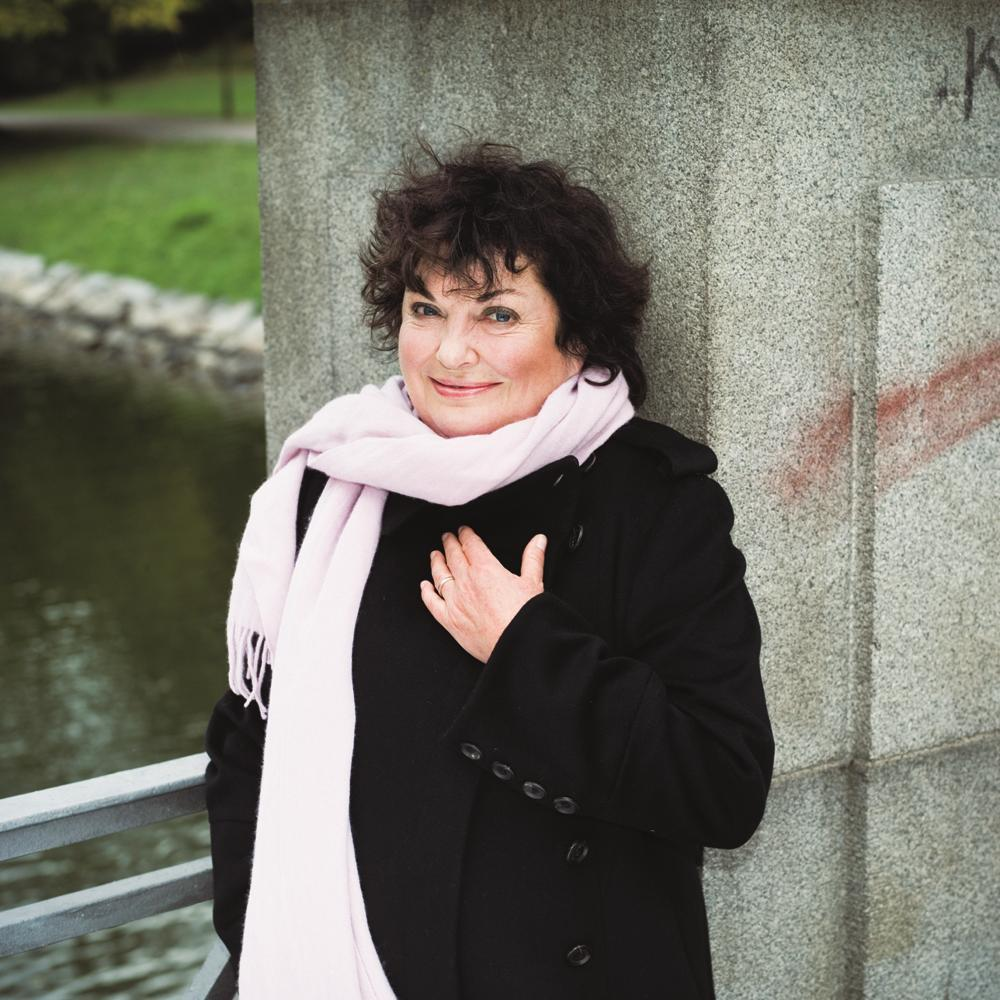
Viveca Lärn 2012.

Viveca Lärn, tidigare Viveca Sundvall, född 6 april 1944 i Örgryte församling i Göteborg, är en svensk författare och journalist. Hon har skrivit ett 40-tal barnböcker men även vuxenromaner, varav flera ligger till grund för TV-serien Saltön.

## Biografi

### Barndom och uppväxt
Viveca Lärn är dotter till Hubert Lärn, som var journalist och tecknare, och Katarina, född Ekstrand, samt brorsdotter till Ferdinand Lärn. I den självbiografiska boken Sladdisen, en bok om min barndom skildrar hon sina uppväxtår i Göteborg med sommarloven på Tjörn. Föräldrarna var konstnärligt utbildade och hemmet präglades av "fantasi, konst, litteratur och populärvetenskapliga promenader". Fadern var uppvuxen i schartauansk miljö och rörelsens värderingar kom att förmedlas till den unga Viveca Lärn. Hon lärde sig tidigt att läsa och skriva. Föräldrarna upplevde hon snarare som sina vänner än som auktoriteter. Framför lekar och barnkalas föredrog hon att hålla till vid bäcken nära hemmet och fantisera för sig själv.
Vid skolstarten fick Viveca Lärn hoppa över första klass. Hon trivdes aldrig i vare sig folkskolan eller flickskolan men fick goda betyg förutom i uppsatsskrivning, då hennes uppsatser ansågs innehålla "för mycket fantasi". Med antagningen till flickläroverkets latinlinje inleddes dock hennes fyra bästa ungdomsår. Hon trivdes i ungdomsgängen som samlades på Götaplatsen och besökte de populära dansklubbarna. Sitt första skribentuppdrag fick hon som tolvåring då farbrodern på Göteborgs-Tidningen behövde en översättare till seriernas textrutor. En faster och hennes man blev ställföreträdande föräldrar när hon av hemlängtan återvände till Göteborg efter familjens flytt till San Francisco. Tidigt var hon inställd på att bli författare, och under gymnasietiden vann Lärn en uppsatstävling med en Frankrikeresa som första pris.

### Yrkesliv
Efter studentexamen i Göteborg 1963 kom Lärn till Göteborgs-Posten, där hon var medarbetare 1963–1965, och fortsatte på Göteborgs-Tidningen 1965–1969. Hon var sedan anställd hos Göteborgs stad 1969–1970 innan hon kom till Aftonbladet där hon var journalist 1970–1980. Hon var sedan verksam vid Sveriges Television 1980–1983.
År 1983 blev Lärn författare på heltid. Hon har skrivit över 40 barnböcker sedan debuten 1975. Monstret i skåpet 1979 blev inledningen till en framgångsrik bokserie om Mimmi och hennes vänner Roberta Karlsson, klasskompisen Anders och hans lillebror Eddie. Eddie fick senare även en egen bokserie. Böckerna om Ludde handlar om en liten fotbollsspelare i Rävinges pojklag, hans mamma Ramona och hennes sambo Hugo som är lagets tränare. Hennes böcker har översatts till tio språk.
Sedan 1990-talet har hon skrivit flera vuxenromaner. Midsommarvals och Hummerfesten dramatiserades av Carin Mannheimer 2005, 2007 och 2010 som TV-serien Saltön. Romanerna Öster om Heden 2012 och Väster om Vinga 2013 handlar om invånarna i ett hus i Göteborg och om deras safari i Afrika. I Södra Vägen till Saltön 2013 och Halta Hönans hotell 2014 förflyttas handlingen till den tidigare kända Saltömiljöns invånare och sommargäster.
Lärn har skrivit två biografiska böcker. I Sanningen om Saltön 2010 ger hon en biografisk bakgrund till de kända böckerna och TV-serien. 2019 utkom Sladdisen, en bok om min barndom. Tillsammans med dottern Maria Näslund har hon skrivit Göteborg alla dagar, 48 personliga skildringar av stadens varierande miljöer.
Hon har även skrivit sångtexter, bland annat för Sonya Hedenbratt, samt drama för radio och TV, exempelvis 1994 års julkalender Håll huvet kallt. Ett av de mer okända uppdragen var att skriva de kvinnliga replikerna i Lasse Åbergs film Sällskapsresan. Lärn har även medverkat i flera TV-program, bland annat Snacka om nyheter 2002–2003 och SVT:s realityserie Maestro 2011.

### Uppdrag och utmärkelser
Lärn satt 1989–1995 på stol nr 18 i Svenska barnboksakademin. Hon har fått många litterära utmärkelser såsom Astrid Lindgren-priset, Nils Holgersson-plaketten och Expressens Heffaklump. Hon har även belönats med Piratenpriset och 2007 tilldelades hon Litteris et Artibus.
År 1998 utsågs hon till Årets göteborgare. Lärn har även fått Göteborgs stads förtjänsttecken i guld. År 2019 fick hon kulturpris av Kulturminnesföreningen Otterhällan i Göteborg. Lärn har också fått en spårvagn i Göteborg uppkallad efter sig, i vagnsmodell M31 och med nummer 342.
3 juli 1993 var hon värd för Sommar i P1.

### Familj
Första gången var hon gift 1964–1970 med fotografen Lars Söderbom (född 1934) och fick en son (född 1964); makarna utgav senare boken Det luktar sjukhus!. Andra gången var hon gift 1970–1994 med journalisten och gymnastikdirektören Olle Sundvall (född 1935), son till rektor Anders Sundvall och Nancy, ogift Åslund. Tillsammans fick de en dotter (född 1972) och en son (född 1981). Tredje gången var hon gift 2005–2012 med zoologen Sverre Sjölander (född 1940). Tillsammans gjorde de en serie radioprogram för P4 vilken sändes om söndagsmorgnarna 2009.